# Эспеш
Эспе́ш (фр. Espèche, окс. Espeisha) — коммуна во Франции, находится в регионе Юг — Пиренеи. Департамент — Верхние Пиренеи. Входит в состав кантона Барт-де-Нест. Округ коммуны — Баньер-де-Бигор.
Код INSEE коммуны — 65166.

## География

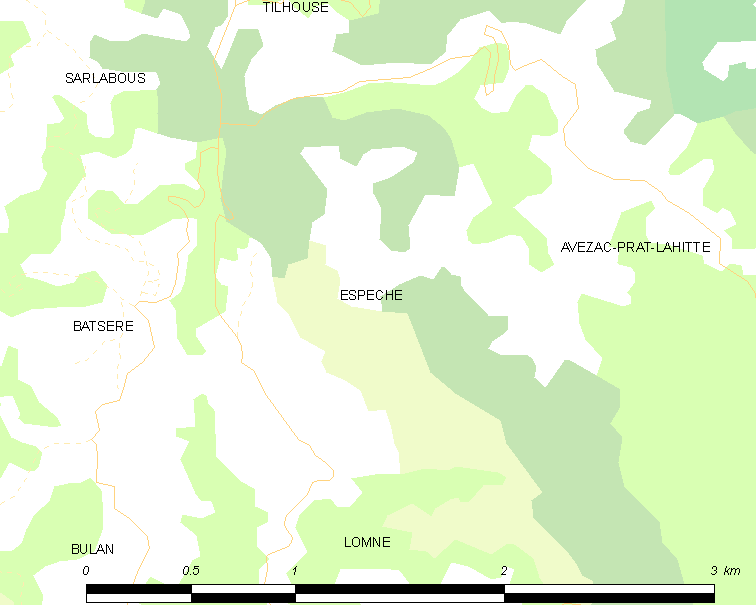
Карта коммуны

Коммуна расположена приблизительно в 670 км к югу от Парижа, в 115 км юго-западнее Тулузы, в 27 км к юго-востоку от Тарба.
На западе коммуны протекает река Аррос.

## Климат
Климат умеренно-океанический с солнечной тёплой погодой и обильными осадками на протяжении практически всего года.

## Население
Население коммуны на 2010 год составляло 57 человек.
| 1962 | 1968 | 1975 | 1982 | 1990 | 1999 | 2010 |
| ---- | ---- | ---- | ---- | ---- | ---- | ---- |
| 64   | 68   | 61   | 51   | 33   | 47   | 57   |

## Администрация
| Период | Период | Фамилия      | Партия                              | Примечания |
| ------ | ------ | ------------ | ----------------------------------- | ---------- |
| 1989   | 1997   | Ролан Дюплан | Французская коммунистическая партия |            |
| 1997   | 2014   | Марсель Ришу | беспартийный                        |            |
| 2014   | 2020   | Мариз Вьо    |                                     |            |

## Экономика
В 2010 году среди 37 человек трудоспособного возраста (15-64 лет) 26 были экономически активными, 11 — неактивными (показатель активности — 70,3 %, в 1999 году было 72,4 %). Из 26 активных жителей работали 20 человек (11 мужчин и 9 женщин), безработных было 6 (3 мужчин и 3 женщины). Среди 11 неактивных 3 человека были учениками или студентами, 4 — пенсионерами, 4 были неактивными по другим причинам.

## Достопримечательности
- Пещера Буа-дю-Кантет (или пещера Эспеш)